# Heterophoxus despard
Heterophoxus despard is een vlokreeftensoort uit de familie van de Phoxocephalidae. De wetenschappelijke naam van de soort is voor het eerst geldig gepubliceerd in 2012 door Alonso.